# Hóbortos vakáció
A Hóbortos vakáció (eredeti cím: Summer Rental) 1985-ben bemutatott amerikai filmvígjáték Carl Reiner rendezésében és John Candy főszereplésével. A forgatókönyvet Mark Reisman és Jeremy Stevens írta, zenéjét Alan Silvestri szerezte.
1985. augusztus 9-én mutatta be a Paramount Pictures.
Egy túlhajszolt légiforgalmi irányító tengerparti nyaralásra viszi családját, de hamarosan szerencsétlenségek sorozata éri.

## Cselekmény
Egy túlhajszolt légiforgalmi irányító, Jack Chester öt hét fizetett szabadságot kap a kirúgás alternatívájaként, miután munka közben majdnem légikatasztrófát okozott egy radarjelzést eltakaró légy miatt. Ezt a szabadságot arra használja fel, hogy feleségével, Sandyvel és gyermekeivel, Jenniferrel, Bobbyval és Laurie-val nyári vakációra menjen Atlanta környékéről a floridai Citrus Cove nevű tengerparti üdülővárosba, ahol problémák tömkelege gyötri őket.
Először is egy előkelő „tenger gyümölcsei” étterem sorának elejéről kiteszik őket az arrogáns helyi vitorlás bajnok, Al Pellet javára, aki a film során Jack fő nemezisévé válik. A család  rosszul olvassa el a címet, rossz házba költözik, és az éjszaka közepén kénytelenek elhagyni azt, és egy rozoga kunyhóban kötnek ki egy nyilvános strandon, ahol a strandolók állandóan a telken  téblábolnak, azon keresztül közelítik meg a strandot. Jack ezután lábsérülést szenved, ami miatt nem tud időt tölteni a családjával.
Később Jack ismét összetűzésbe kerül Al-lel, a kétes hírű ingatlan új tulajdonosával, ahol Chesterék megszálltak, miután az előző tulajdonos meghalt. Jack átadja Alnek az 1000 dolláros csekket, hogy fedezze a következő két hét bérleti díját, de Al összetépi a csekket, és felszólítja Chesteréket, hogy az első két hét lejártával hagyják el a házat, különben személyesen dobja ki őket.
Hogy elkerülje a korai kilakoltatást, Jack kihívja Al-t egy versenyre a közelgő Citrus Cove Regattán: ha Al nyer, Jack kifizeti neki az 1000 dolláros lakbért és hazaviszi a családját; ha Jack nyer, megtartja a pénzt és jogot szerez arra, hogy még két hétig lakbérmentesen maradjon a házban. Al gúnyolódik a gondolaton, hogy Jack legyőzheti őt egy hajós versenyen, de elfogadja a kihívást. Jack azonban évek óta nem vitorlázott, és még hajója sincs. Scully, a helyi, kalóz mentalitású kocsmáros, akivel Chesterék korábban már találkoztak, összebarátkozik Jackkel, és önként jelentkezik, hogy mindkét ügyben segít neki.
Az unatkozó Chester-gyerekek életre kelnek azzal, hogy segítenek Jacknek új hajóját tengerjáróvá tenni. Ez a vegyes legénység eleinte nem veszi fel a versenyt sem Al-lel, sem bárki mással, de a haszontalan szemét kidobása a fedélzetről, az erős szél és egy megfelelő méretű nadrág lehetővé teszi Jack számára, hogy győzelmet arasson a tengeren.

## Szereposztás
| Szerep              | Színész               | Magyar hangja (1. szinkron (2001) |
| ------------------- | --------------------- | --------------------------------- |
| Jack Chester        | John Candy            | Schnell Ádám                      |
| Sandy Chester       | Karen Austin          | Spilák Klára                      |
| Jennifer Chester    | Kerri Green           | Bogdányi Titanilla                |
| Bobby Chester       | Joey Lawrence         | ?                                 |
| Laurie Chester      | Aubrey Jene           | ?                                 |
| Al Pellet           | Richard Crenna        | Fülöp Zsigmond                    |
| Scully              | Rip Torn              | Kárpáti Tibor                     |
| Don Moore           | John Larroquette      | Haás Vander Péter                 |
| Angus MacLachlan    | Richard Herd          | Forgács Gábor                     |
| Cortez              | Santos Morales        | ?                                 |
| Vicki Sanders       | Lois Hamilton         | ?                                 |
| Ed Sanders          | Carmine Caridi        | Németh Gábor                      |
| Hal                 | Francis McCarthy      | Csuja Imre                        |
| Stan Greene         | Bob Wells             | ?                                 |
| Dan Gardner         | Dick Anthony Williams | ?                                 |
| bemondó             | Reni Santoni          | ?                                 |
| Yorku, kalóz zenész | Harry Yorku           |                                   |

## Filmkészítés
A forgatás körülbelül kilenc hétig tartott, 1985. március 18-tól május 15-ig, a főforgatás március 18-án kezdődött a floridai St. Petersburgban és St. Pete Beachen, hét héten át, mielőtt Atlantába költöztek volna. A film alapjául Bernie Brillstein egy nyári vakációja szolgált, amikor egy házat bérbe vett a dél-kaliforniai tengerparton. „Öt gyermekem van, és 240 kiló vagyok” - mondta Brillstein. „Kaliforniában nehéznek lenni nem valami nagyszerű dolog. A tengerparton súlyosnak lenni még rosszabb. A bal oldali házban két idős nővér lakott, az egyiknek volt egy kétméteres, retardált fia, aki az Arzén és levendula című filmből lépett ki. A jobb oldali ház a Halál Velencében című filmből való volt, egy menő homoszexuális csoport lakta, akiknek 28 hüvelykes derekuk volt, és barackszínű pulóvert viseltek.”
John Candy lett az egyik főszereplő. Carl Reiner rendező azt mondta: „Mint egy kicsi, gyönyörű festmény egy nagy keretben, John egy jóképű fickó a szükségesnél nagyobb formában.” A filmet a Paramountnál Barry Diller, Michael Eisner és Jeffrey Katzenberg együttese készítette. Végül mindannyian elhagyták a stúdiót, mielőtt a film elkészült volna. Brillstein arra számított, hogy a filmet törölni fogják. A Paramount új stúdióelnöke, Ned Tanen azonban zöld utat adott a filmnek. „Elég jó forgatókönyv volt, és nem volt semmiféle produkciónk” - mondta Tanen. „Volt egy körülbelül hat hónapos üres hely a bemutatótervünkben. Amikor az összes zseni befejezte, ez legalább olyan jó indok volt arra, hogy filmet készítsünk”.
Candy és Reiner olyan jól kijöttek egymással, hogy a Paramountnál egy újabb közös filmet terveztek forgatni Az utolsó vakáció címmel, de az sosem készült el. 1986-ban egy interjúban Candy azt nyilatkozta, hogy 800 000 dollárt kapott a szerepért.

## Bemutató
A filmet 1985. augusztus 9-én mutatták be az Amerikai Egyesült Államokban, és ez volt Candy első főszerepe játékfilmben.

### Médiakiadás
A film eredetileg 2001 áprilisában jelent meg DVD-n az Egyesült Államokban a Paramount forgalmazásában, szélesvásznon, egyetlen különlegességgel, egy mozis előzetessel. A filmet további három alkalommal adták ki újra DVD-n. Az Egyesült Királyságban 2004-ben adták ki DVD-n, ugyanezzel az extrával.

## Bevétel
A Hóbortos vakáció 1985. augusztus 9-én 1584 moziban nyitott, hazai összbevétele 24,7 millió dollár volt. 1985. augusztus 9-én az Amerikai Egyesült Államokban és Kanadában az első hétvégén 5 754 259 dollár  bevételt hozott, amivel a második helyen végzett a jegypénztáraknál. Második hétvégéjén 1595 moziban 3 708 812 dollár bevételt ért el, ami 35%-os csökkenést jelent az előző héthez képest, és a hatodik helyen végzett. A harmadik hétvégére 2,3 millió dollárt, a negyedikre pedig 1,9 millió dollárt hozott a "Munka ünnepe" hétvégén, ezzel a tizenegyedik helyen végzett. Az ötödik hétvégén több mint 1 millió dolláros bevételt hozott, ami 21 579 838 dollár összbevételt eredményezett. A hatodik és egyben utolsó hétvégén további 2,8 millió dollárt keresett, ami 171%-os növekedést jelentett, és a második helyre lépett előre a Vissza a jövőbe film mögött.

## Fordítás
- Ez a szócikk részben vagy egészben  a   Summer Rental című angol Wikipédia-szócikk fordításán alapul.  Az eredeti cikk szerkesztőit annak laptörténete sorolja fel. Ez a jelzés csupán a megfogalmazás eredetét és a szerzői jogokat jelzi, nem szolgál a cikkben szereplő információk forrásmegjelöléseként.